# Eleccions federals suïsses de 2011
Les eleccions federals suïsses de 2011 es van celebrar el 23 d'octubre de 2011 per renovar tota l'Assemblea Federal. Això inclou els 200 escons del Consell Nacional i els 46 del Consell dels Estats.
La participació va ser del 49.1%, dues dècimes superiors si es compara amb les eleccions del 2007.

## Consell nacional
A la darrera elecció, celebrada el 2007, el Partit Popular Suís (UDC) va aconseguir el 29% dels vots, rècord de vot aconseguit mai per un partit a Suïssa. Malgrat els bons resultats, una part de la militància s'escindí del partit per formar el Partit Burgès Democràtic (PBD).
En les eleccions de 2011, tant el Partit Verd Liberal (PVL) com el PBD, dos partits de creació recent, van treure resultats bons, aconseguint cadascú el 5,4% dels vots. Tant el PVL com el PBD van guanyar prou diputats com per tenir grup parlamentari propi.
Els grans partits van perdre vots. El Partit Popular Suís (UDC) ho va fer per primera vegada des de 1987, acabant amb una etapa marcada pel creixement de la seva popularitat, especialment entre 1995 i 2007. Tot i això l'UDC va romandre com a partit més votat amb el 26,6% dels vots, amb un marge prou considerable amb el segon partit.
Dels partits petits (amb menys de 5 diputats), el Partit Evangèlic va rebre el 2,0% del vot (+0,4%), mantenint els seus dos escons. La Lliga de Ticino va obtenir el 0,8% dels vots, sumant un escó al que ja tenia.
El Partit Social cristià va perdre el diputat que tenia al Cantó de Friburg, però en va guanyar un al cantó d'Obwalden.

### Resultats

Partit guanyador de les eleccions per cantó

Guanyador per municipi

|                                      |                             |           |      |      |        |     |
| Partits                              | Partits                     | Vots      | %    | +/–  | Escons | +/– |
| Partit Popular Suís                  | SVP/UDC                     | 648.675   | 26,6 | −2,3 | 54     | −8  |
| Partit Socialdemòcrata de Suïssa     | SPS/PSS                     | 457.317   | 18,7 | +0,8 | 46     | +3  |
| Partit Radical Democràtic de Suïssa  | FDP/PLR                     | 368.951   | 15,1 | −0,7 | 30     | −1  |
| Partit Popular Democristià de Suïssa | CVP/PDC                     | 300.544   | 12,3 | −2,2 | 28     | −3  |
| Partit Verd de Suïssa                | GPS/PES                     | 205.984   | 8,4  | −1,2 | 15     | −5  |
| Partit Liberal Verd de Suïssa        | GLP/PVL                     | 131.436   | 5,4  | +4,0 | 12     | +9  |
| Partit Burgès Democràtic             | BDP/PBD                     | 132.279   | 5,4  | +5,4 | 9      | +9  |
| Partit Evangèlic Suís                | EVP/PEV                     | 48.789    | 2,0  | −0,4 | 2      | ±0  |
| Partit del Treball                   | PdA                         | 21.482    | 0,5  | −0,2 | 0      | −1  |
| Lliga de Ticino                      | LdT                         | 19.657    | 0,8  | +0,2 | 2      | +1  |
| Partit Socialcristià                 | CSP/PCS                     | 6.248     | 0,6  | -0,2 | 1      | ±0  |
| Moviment dels Ciutadans Ginebresos   | MCG                         | 10.714    | 0,6  | +0,6 | 1      | +1  |
| Unió Democràtica Federal             | EDU/UDF                     | 31.056    | 1,3  | ±0   | 0      | −1  |
| Altres                               | Altres                      | 54.622    | 2,2  |      | 0      |     |
| Total (participació: 48,5%)          | Total (participació: 48,5%) | 2.442.648 | 100  | ±0   | 200    | ±0  |

## Consell dels Estats

Consellers als Estats electes per cantó i afiliació política

Els cantons considerats com a semicantons (Basilea-Ciutat, Basilea-Camp, Obwalden, Nidwalden, Appenzell Ausser-Rhoden, Appenzell Inner-Rhoden) van escollir un representant. La resta de cantons van escollir dos representants.
Es van celebrar dues rondes: la primera, el 23 d'octubre, on van sortir escollits 27 dels 46 representants. La resta, van ser escollits per segona volta el mes de novembre.
|                                      |              |        |     |
| Partits                              | Partits      | Escons | +/– |
| Partit Popular Democristià de Suïssa | CVP/PDC      | 13     | -2  |
| Partit Radical Democràtic de Suïssa  | FDP/PLR      | 11     | -1  |
| Partit Socialdemòcrata de Suïssa     | SPS/PSS      | 11     | +2  |
| Partit Popular Suís                  | SVP/UDC      | 5      | -2  |
| Partit Verd de Suïssa                | GPS/PES      | 2      | ±0  |
| Partit Liberal Verd de Suïssa        | GLP/PVL      | 2      | +1  |
| Partit Burgès Democràtic             | BDP/PBD      | 1      | +1  |
| Independents                         | Independents | 1      | +1  |
| Total                                | Total        | 46     | ±0  |